# Iglesia católica en Irak

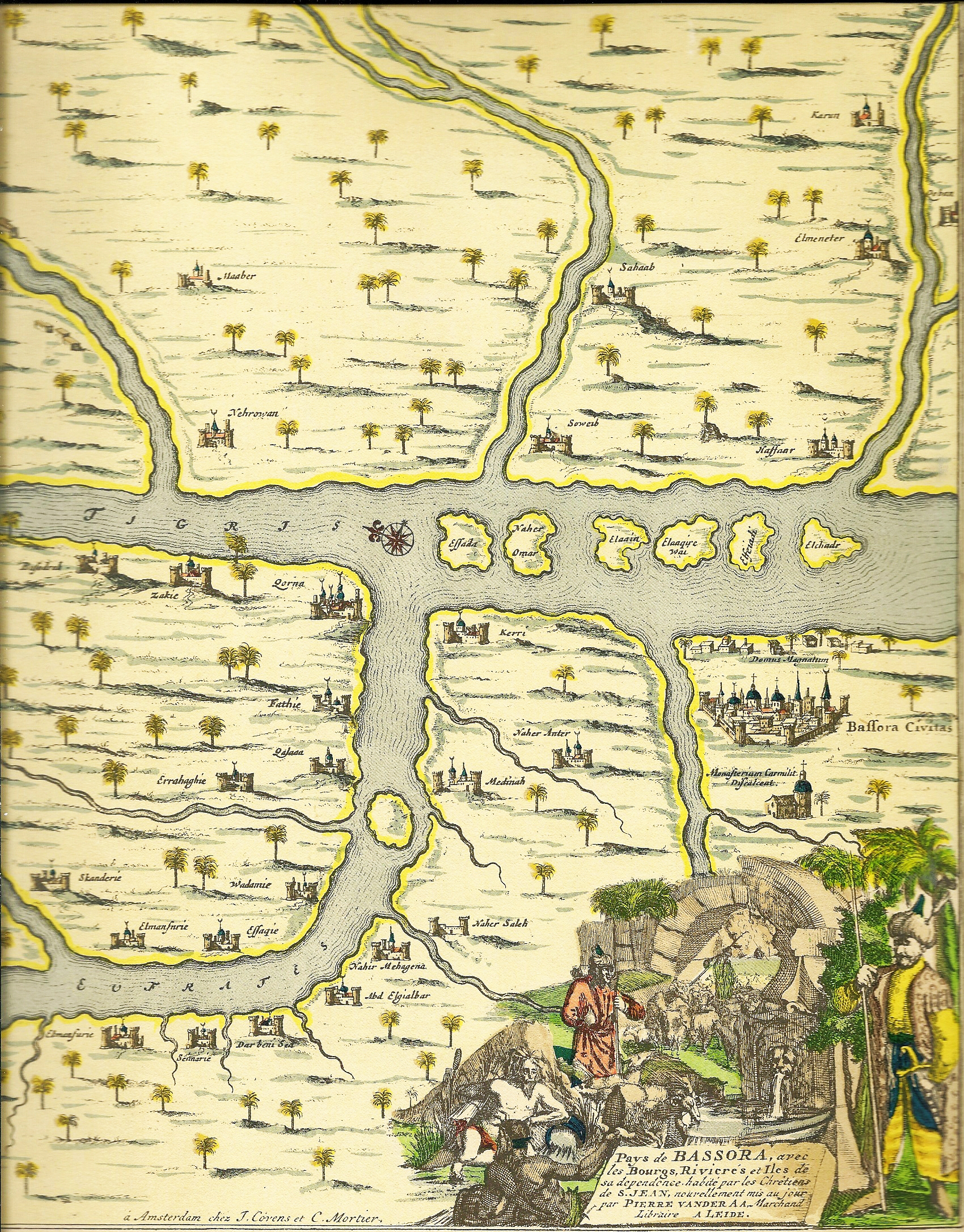
La historia moderna del catolicismo en Irak comenzó en el, cuando el Emir Afrasiyab de Basora permitió a los portugueses a construir una iglesia de las afueras de la ciudad.

La Iglesia católica está presente en Irak, donde viven más de 300.000 católicos. Mientras en el pasado representaban un porcentaje mucho más alto, debido a la emigración a otros países en años recientes hoy en día se estima que sólo representan el 0.95% de la población, que a su vez junto a las demás ramas cristianas en Irak se estima una población total de cristianos de 2.5%. Los católicos de Irak siguen varios ritos diferentes, pero la mayoría son miembros de la Iglesia católica caldea. Hay actualmente 17 diócesiss activas y eparquías en Irak. El Camino Neocatecumenal ha tenido gran presciencia en los últimos años y ha sido un elemento de importante atención para la juventud.

## Diócesis y Eparquías[1][2]
- Archieparquía católica armenia de Bagdad
- Archieparquia católica caldea de Bassorah
- Archieparquía católica caldea de Erbil
- Archieparquía católica caldea de Mosul
- Eparquía católica caldea de Alquoch
- Diócesis católica caldea de Amadiyah
- Diócesis católica caldea de Aqrā
- Diócesis católica caldea de Suleimaniya
- Diócesis católica caldea de Zaku
- Archidiócesis metropolitana católica caldea de Bagdad
- Archidiócesis metropolitana católica caldea de Kirkuk
- Patriarcado católico caldeo de Babilonia
- Exarcado Patriarcal católico greco-melquita de Irak
- Archidiócesis de Bagdad (latina)
- Archieparquía católica siriaca de Bagdad
- Archieparquía católica siriaca de Mosul
- Archieparquía católica siriaca de Bassorah y Kuwait